# Journal of the Proceedings of the Linnean Society
Journal of the Proceedings of the Linnean Society, (abreujat J. Proc. Linn. Soc., Bot.), va ser una revista il·lustrada i amb descripcions botàniques que va ser editada a Londres per la Societat Linneana de Londres des de [1855]1857 fins a 1864. Es van publicar 8 números. Va ser reemplaçada per Journal of the Linnean Society, Botany.